# Eucyclops torresphilipi
Eucyclops torresphilipi – gatunek widłonoga z rodziny Cyclopidae, nazwa naukowa gatunku została po raz pierwszy opublikowana w 2004 roku przez hydrobiologa Eduardo Suárez-Moralesa.